# Flik 62D
La Fliegerkompanie 62D o Divisions-Kompanie 62 (abbreviata in Flik 62D) era una delle squadriglie della Kaiserliche und Königliche Luftfahrtruppen.

## Storia

### Prima guerra mondiale
La squadriglia fu creata a Strasshof an der Nordbahn in Austria ed il 30 novembre 1917 fu diretta in prima linea sul fronte italiano a Rivarotta di Pasiano di Pordenone (anche chiamato San Martino, località vicina a Tremeacque di Mansuè). Nell'estate del 1918, entra nell'Armata dell'Isonzo nell'offensiva fallita della Battaglia del solstizio. Nel settembre del 1918 fu riorganizzata per i Corpi (Korps-Kompanie, Flik 62K).
Al 15 ottobre era a Rivarotta di Pasiano di Pordenone (anche chiamato San Martino, località vicina a Tremeacque di Mansuè) con 1 Phönix C.I e 1 Ufag C.I.
Dopo la guerra, l'intera aviazione austriaca fu liquidata.